# 平戸市立紐差小学校
平戸市立紐差小学校（ひらどしりつ ひもさししょうがっこう、Hirado City Himosashi Elementary School）は、長崎県平戸市紐差町にある公立小学校。

## 概要
歴史
1874年（明治7年）に開校した「第五大学区第四中学区紐差小学校」を前身とする。2024年（令和6年）に創立150周年を迎えた。
校訓
「敬愛・創造・健康」
校区
住所表記で平戸市の後に「紐差町、深川町、木場町、朶の原町、迎紐差町、草積町、大石脇町（一部）、木ヶ津町、獅子町、春日町、高越町、宝亀町、水垂町（一部）、赤松町、大川原町」が続く地域。中学校は平戸市立中部中学校校区。

## 沿革
- 1874年（明治7年）9月19日 - 紐差村・獅子村・宝亀村の三ケ村組合により、「第五大学区第四中学区紐差小学校」が開校。
- 1881年（明治14年）- 獅子分校[1]、宝亀分校[2]を設置。
- 1882年（明治15年）- 「紐差学区公立中等紐差小学校」と改称。大川原分校[3]を設置。
- 1883年（明治16年）- 獅子分校が分離し、公立下等獅子小学校として独立[4]。
- 1884年（明治17年）11月 - 宝亀分校が分離し、簡易宝亀小学校として独立。
- 1886年（明治19年）4月 - 小学校令の施行により、「尋常紐差小学校」（4年制）と改称。
- 1889年（明治22年）4月 - 町村制の施行により紐差村立の小学校となる。
- 1893年（明治26年）4月 - 小学校令の改正により、「紐差尋常小学校」に改称（「尋常」の位置が変わる）。
- 1898年（明治31年）3月 - 高等科を併置し、「紐差尋常高等小学校」（尋常科4年・高等科4年）に改称。
- 1903年（明治36年）3月 - 校舎増築のため、校地を拡張し、3教室を新築。
- 1905年（明治38年）5月 - 木ケ津分教場（後に木ケ津分校）を開設。
- 1908年（明治41年）4月 - 小学校令の一部改正により、義務教育期間が尋常科4年から尋常科6年に延長される。これにより修業年限が尋常科6年・高等科2年に改められる。
- 1915年（大正4年）10月 - 紐差実業補習学校を併設。
- 1921年（大正10年）3月 - 高等科の修業年限を3ケ年に延長。
- 1927年（昭和2年）7月 - 校庭の隅に片山記念碑を建立。
- 1935年（昭和10年）4月1日 - 青年学校令により、附設の実業補習学校を紐差青年学校に改称。
- 1941年（昭和16年）4月1日 - 国民学校令により、「紐差村国民学校」（初等科6年・高等科2年）と改称。尋常科を初等科に改称。
- 1947年（昭和22年）4月1日 - 学制改革（六・三制の実施）
  - 旧・国民学校の初等科が改組され、「紐差村立紐差小学校」が発足。
  - 旧・国民学校の高等科と紐差青年学校が改組され、紐差村立紐差中学校[5]（新制中学校）が発足し、紐差青年学校の校舎を使用。
- 1949年（昭和24年）5月30日 - 長崎県立平戸高等学校[6]紐差分校が併設される。
- 1955年（昭和30年）1月1日 - 町村合併[7]で平戸市が誕生したことにより、「平戸市立紐差小学校」（現校名）と改称。
- 1956年（昭和31年）4月 - 木造2階建て校舎が完成。
- 1958年（昭和33年）9月 - 大川原分校と木ケ津分校を統合の上、平戸市立大川原小学校として分離・独立[3]。
- 1962年（昭和37年）3月 - 2教室を増築。
- 1967年（昭和42年）3月 - 鉄筋コンクリート造2階建て校舎一棟が完成。
- 1969年（昭和44年）4月 - 平戸市給食センターが設置され、完全給食を開始。
- 1974年（昭和49年）
  - 4月 - 体育館が完成。
  - 9月 - 創立100周年記念碑を建立。
- 1977年（昭和52年）5月16日 - 長崎県立平戸高等学校紐差教室が廃止。併設を解消。
- 1978年（昭和53年）1月 - 旧・長崎県立平戸高等学校紐差教室の校舎を一部解体。
- 1979年（昭和54年）4月1日 - 特殊学級（現・特別支援教室）を新設。
- 1981年（昭和56年）2月 - 鉄筋コンクリート造3階建て校舎が完成。
- 1990年（平成2年）
  - 7月 - ダービースクールとの交流を開始。
  - 10月 - プールが完成。
- 1991年（平成3年）6月 - 飼育舎が完成。
- 1992年（平成4年）3月 - 開校記念碑と創立100周年記念碑を校門横に移設。
- 1998年（平成10年）5月 - 月光橋から校門までの歩道が完成。
- 2000年（平成12年）3月 - 新体育館が完成。
- 2001年（平成13年）
  - 4月 - 体育倉庫が完成。
  - 6月 - 相撲場と学習の森が完成。
- 2002年（平成14年）4月 - ことばの教室を開設。算数で少人数指導を開始。
- 2003年（平成15年）9月 - ホームページを開設。
- 2005年（平成17年）5月 - サイエンスワールド in 紐差を開催。
- 2006年（平成18年）6月 - 学習田看板・防犯看板が完成。
- 2008年（平成20年）4月1日 - 特別支援学級（弱視）を新設。
- 2009年（平成21年）
  - 2月 - 運動場の肋木を撤去。外灯自動制御装置を設置。
  - 3月 - 階段に手すりを設置。
  - 6月 - AEDを設置。
- 2010年（平成22年）
  - 4月1日 - 平戸市立獅子小学校を統合。特別支援学級（情緒障害）を新設。スクールバスの運行を開始。
  - 5月 - 太陽光発電システムを設置。
  - 11月 - 校舎改修工事を完了。
- 2011年（平成23年）4月1日　- 平戸市立宝亀小学校、平戸市立大川原小学校を統合。スクールバスを2台増便して運行を開始。
- 2023年（令和5年）9月頃 - 紐差小学校グランドの整備工事を開始。
- 2024年（令和6年）
  - 3月頃 - グラウンド整備工事を完了。　　　　　　　　　　　　　　　　　　　　　　　　　　　　　　　　　　　　　　　　　　　　　　　　　
  - 4月 - 開校150周年を迎える。

## 交通
最寄りのバス停
- 西肥バス 「紐差」バス停
  - 「平戸桟橋〜紐差〜宮の浦線」・「平戸桟橋〜古江〜中野〜ふれあいセンター〜平戸高校線」
- 平戸ふれあいバス（大川陸運）
  - 春日線「紐差」バス停
  - 大川原線「紐差」、「紐差小学校前」バス停

最寄りの国道・県道
- 国道363号 「紐差」交差点
- 長崎県道60号獅子津吉線

## 周辺
- 平戸市立中部中学校
- 平戸警察署紐差町警察官駐在所
- 紐差教会
- 紐差郵便局
- JAながさき西海紐差支店
- コメリ紐差店
- 東和愛児園
- 平戸市民病院

## 関連事項
- 長崎県小学校一覧